# ПФК ЦСКА (София) през сезон 1990/91
| Кръг           | Среща / Резултат (полувреме) / Дата        | Стадион / Зрители          | Играчи (смяна-сменник)Треньор | Голмайстори от ЦСКА (минута)                                                      |
| -------------- | ------------------------------------------ | -------------------------- | --- | --------------------------------------------------------------------------------- |
| 1              | Сливен-ЦСКА 2 – 1 (1 – 0)                  | Х. Димитър 8000            | Апостолов, Ем. Димитров, Трифон Иванов, Уруков, Д. Младенов, Бакалов, А. Димитров, Сл. Илиев (60-Д. Донев) Ж. Галибардов (66-Хр. Марашлиев) Ив. Киров, Радко Димитров – Д. Пенев | Галибардов (59)                                                                   |
| 2              | Берое-ЦСКА 1 – 0 (1 – 0) 18.08.90 г.       | Берое 5000                 | Т. Стоянов, Ем. Димитров, Тр. Иванов, Р. Стоянов (27-Н. Донев) Д. Младенов, К. Янчев, А. Димитров, Витанов, Уруков, Бакалов (59-Галибардов) Д. Донев – Д. Пенев                  |                                                                                   |
| 3              | ЦСКА-Славия 0 – 0 играна преди 1 кръг      | В. Левски 10 000           | Апостолов, Ем. Димитров, Тр. Иванов, Уруков, Д. Младенов, Бакалов, А. Димитров, Сл. Илиев, Нанков, Ив. Киров (69-Р. Димитров) Д. Донев (69-Марашлиев) —Д. Пенев                  |                                                                                   |
| 4              | Хасково-ЦСКА 2 – 0 (2 – 0) 25.08.90 г.     | Д. Канев 6000              | Апостолов, Ем. Димитров, Тр. Иванов, Уруков, Д. Младенов, К. Янчев, А. Димитров, Витанов, Г. Георгиев, Бакалов (67-Р. Димитров) Ив. Киров (67-В. Павлов) —Д. Пенев               |                                                                                   |
| 5              | ЦСКА-Дунав 5 – 0 (3 – 0) 1.09.90 г.        | Народна армия 8000         | Апостолов, Ем. Димитров, Тр. Иванов (85-Уруков) Витанов (72-Ив. Киров) Д. Младенов, К. Янчев, А. Димитров, Бакалов, Марашлиев, Г. Георгиев, Д. Донев —Асп. Никодимов             | Г. Георгиев (16) Тр. Иванов (26) Марашлиев (29, 54) Д. Донев (75)                 |
| 6              | Локо Пд.-ЦСКА 0 – 1 (0 – 0) 15.09.90 г.    | Локомотив 10 000           | Апостолов, Ем. Димитров, Тр. Иванов, Витанов, Д. Младенов, К. Янчев, Д. Донев (79-А. Димитров), Бакалов, Марашлиев, Г. Георгиев, Ив. Киров (79-Ст. Бачев) —А. Никодимов          | Ем. Димитров (85)                                                                 |
| 7              | ЦСКА-Етър 1 – 0 (1 – 0) 23.09.90 г.        | Народна армия 8000         | Апостолов, Ем. Димитров (89-Н. Донев) Тр. Иванов, Ст. Бачев, Д. Младенов, К. Янчев, А. Димитров (64-Д. Донев), Бакалов, Марашлиев, Г. Георгиев, В. Павлов —А. Никодимов          | Тр. Иванов (32)                                                                   |
| 8              | Черноморец-ЦСКА 1 – 1 (0 – 1) 29.09.90 г.  | 9 септември 4000           | Апостолов, Н. Донев, Уруков, Витанов, Д. Младенов, К. Янчев, Р. Димитров (80-Р. Стоянов), Бакалов, Марашлиев, Г. Георгиев, В. Павлов —А-Никодимов                                | Марашлиев (40)                                                                    |
| 9              | ЦСКА-Локо СФ 0 – 2 (0 – 1) 6.10.90 г.      | В. Левски 6000             | Апостолов, Н. Донев, Уруков, Р. Стоянов, Д. Младенов, К. Янчев, Д. Донев (46-А. Димитров), В. Павлов, Марашлиев, Г. Георгиев, Ив. Киров (78-Бакалов)—А. Никодимов                |                                                                                   |
| 10             | Левски-ЦСКА 0 – 1 (0 – 1) 20.10.90 г.      | В. Левски 25 000           | Апостолов, Ем. Димитров, Тр. Иванов, Р. Стоянов, Д. Младенов, К. Янчев, Д. Донев, Бакалов (79-Уруков)Марашлиев, Г. Георгиев, В. Павлов(69-Витанов) —А. Никодимов                 | Г. Георгиев (10)                                                                  |
| 11             | ЦСКА-Миньор 3 – 0(2 – 0)                   | Народна Армия 5000         | Апостолов, Ем. Димитров, Уруков, Р. Стоянов, Д. Младенов, К. Янчев, А. Димитров, Бакалов, Марашлиев(46-Сл. Илиев)Д. Донев, В. Павлов(76-Нанков) —А. Никодимов                    | Уруков(7)Янчев(12) Бакалов(61)                                                    |
| 12             | Янтра-ЦСКА 1 – 1 (0 – 0) 3.11.90 г         | Хр. Ботев 8000             | Апостолов, Ем. Димитров, Уруков, Р. Стоянов, Д. Младенов, К. Янчев, А. Димитров(67-Сл. Илиев), Бакалов, Марашлиев(60-Нанков), Д. Донев, Павлов —А. Никодимов                     | В. Павлов(46)                                                                     |
| 13             | ЦСКА-Ботев 7 – 1 (3 – 0) 18.11.90 г        | Народна Армия 6000         | Апостолов, Ем. Димитров, Уруков, Р. Стоянов, Д. Младенов, К. Янчев(60-Николай Спасов), А. Димитров, Бакалов(66-Н. Донев), Марашлиев, Д. Донев, В. Павлов —А. Никодимов           | К. Янчев(17), Марашлиев(21,26), Бакалов(57), А. Димитров(73,90), Ем. Димитров(87) |
| 14             | Локо Г. О.-ЦСКА 2 – 0 (0 – 0) 24.11.90 г\| | Д. Дюлгеров 12 000         | Апостолов, Ем. Димитров, Уруков, Р. Стоянов(78-Ив. Киров), Д. Младенов, К. Янчев, А. Димитров, Бакалов, Марашлиев, Д. Донев, В. Павлов(5-Нанков) —А. Никодимов                   |                                                                                   |
| 15             | ЦСКА-Пирин 1 – 1(1 – 1) 1.12.90 г          | Народна армия 3000         | Апостолов, Ем. Димитров, Уруков, Н. Донев, Д. Младенов, К. Янчев, А. Димитров, Бакалов(65-Нанков), Марашлиев(69-Р. Стоянов), Д. Донев, В. Павлов —А. Никодимов                   | В. Павлов(41)                                                                     |
| 16             | ЦСКА-Сливен 3 – 1(1 – 1)                   | Народна Армия 2000         | Т. Стоянов, Ем. Димитров, Д. Младенов, Видов, Начов, Ф. Филипов, А. Димитров, Нанков, Марашлиев, Ал. Александров-Вош(46-Г. Георгиев), Стойчо Стоилов(70-В. Павлов) —А. Никодимов | А. Димитров(1,89), В. Павлов(73)                                                  |
| 17             | ЦСКА-Берое 3 – 0(1 – 0)                    | Народна Армия 6000         | Т. Стоянов, Ем. Димитров, Д. Младенов, Видов, Начов, Стоилов, А. Димитров, Александров(84-Филипов), Марашлиев, Г. Георгиев, Нанков(68-Бакалов) —А. Никодимов                     | Марашлиев(27), Г. Георгиев(64), А. Димитров(84)                                   |
| 18             | Славия-ЦСКА 0 – 0 10.03.91 г               | В. Левски 10 000           | Т. Стоянов, Ем. Димитров, Д. Младенов, Видов, Начов, Уруков, А. Димитров, В. Павлов, Марашлиев(74-Пимиенто)Г. Георгиев, Редин(64-Александров) —А. Никодимов                      |                                                                                   |
| 19             | ЦСКА-Хасково 3 – 1(1 – 0) 16.03.91 г       | Народна Армия 5000         | Т. Стоянов, Ем. Димитров, Д. Младенов, Уруков, Начов, В. Павлов, А. Димитров(63-Нанков)Александров(58-Стоилов)Пимиенто, Г. Георгиев, Редин —А. Никодимов                         | Пимиенто(28) В. Павлов(60) Ем. Димитров(67-д)                                     |
| 20             | Дунав-ЦСКА 1 – 2 (1 – 1) 19.03.91 г        | Градски 12 000             | Т. Стоянов, Ем. Димитров, Д. Младенов, Уруков, Начов, Бакалов, Стоилов(61-Александров)В. Павлов(55-А. Димитров)Пимиенто, Г. Георгиев, Редин —А. Никодимов                        | Г. Георгиев(30) А. Димитров(57)                                                   |
| 21             | ЦСКА-Локо Пд. 2 – 0 (1 – 0) 31.03.91 г.    | Народна Армия 4000         | Т. Стоянов, Ем. Димитров, Д. Младенов, Уруков, Начов, Стоилов(57-Видов)А. Димитров(70-Александров)В. Павлов, Пимиенто, Г. Георгиев, Редин —А. Никодимов                          | Ем. Димитров(15) Пимиенто(60)                                                     |
| 22             | Етър-ЦСКА 1 – 1(0 – 1) 6.04.91 г.          | Ивайло 15 000              | Т. Стоянов, Ем. Димитров, Д. Младенов, Уруков, Начов, Видов, Нанков, Марашлиев, Пимиенто(79-А. Димитров), Г. Георгиев, Редин -А. Никодимов                                       | Марашлиев(16)                                                                     |
| 23             | ЦСКА-Черноморец 2 – 3(1 – 3) 13.04.91 г    | ЦСКА 7000                  | Т. Стоянов, Н. Донев(46-Видов), Д. Младенов, Уруков, Начов, В. Павлов(40-А. Димитров), Нанков, Марашлиев, Пимиенто, Г. Георгиев, Редин —А. Никодимов                             | Редин(16), А. Димитров(66)                                                        |
| 24             | Локо Сф.-ЦСКА 0 – 3(0 – 1) 21.04.91 г      | В. Левски 10 000           | Т. Стоянов, Ем. Димитров, Д. Младенов, Видов, Начов, Уруков(66-Филипов), А. Димитров, Нанков, Марашлиев, Г. Георгиев, Редин(84-Стоилов) —А. Никодимов                            | Редин(24) Марашлиев(53,89)                                                        |
| 25             | ЦСКА-Левски 1 – 1 (0 – 1) 5.05.91 г.       | В. Левски 20 000           | Т. Стоянов, Ем. Димитров, Д. Младенов, Видов, Начов, Уруков(58-Стоилов), А. Димитров(46-Александров), Нанков, Марашлиев, Г. Георгиев, Редин —А. Никодимов                        | Редин(89)                                                                         |
| 26             | Миньор-ЦСКА 1 – 1 (1 – 1) 11.05.91 г.      | Миньор 8000                | Т. Стоянов, Ем. Димитров, Д. Младенов, Уруков, Начов, Бакалов, Д. Донев, Нанков(76-А. Димитров), Марашлиев(46-Пимиенто), Г. Георгиев, Редин —А. Никодимов                        | Д. Донев(10)                                                                      |
| 27             | ЦСКА-Янтра 2 – 0 (1 – 0) 15.05.91 г        | ЦСКА 4000                  | Т. Стоянов, Ем. Димитров, Д. Младенов, Уруков, Начов, Бакалов, Д. Донев, Нанков, А. Димитров(57-В. Павлов)Г. Георгиев, Редин(70-Стоилов) —А. Никодимов                           | Ем. Димитров(22-д)Г. Георгиев(90-д)                                               |
| 28             | Ботев-ЦСКА 3 – 2(2 – 1) 25.05.91 г.        | 9 септември 8000           | Т. Стоянов, Ем. Димитров, Д. Младенов, Н. Донев(46-Нанков)Уруков, Филипов, Д. Донев, Бакалов, Марашлиев, Г. Георгиев, Редин(64-В. Павлов) —А. Никодимов                          | Марашлиев(25) Бакалов(87)                                                         |
| 29             | ЦСКА-Локо Г. О 2 – 1(0 – 0) 1.06.91 г.     | ЦСКА 4000                  | Р. Ненов, Ем. Димитров, Д. Младенов, Видов, Уруков, Нанков, А. Димитров(35-Стоилов)Д. Донев(67-В. Павлов)Марашлиев, Г. Георгиев, Редин —А. Никодимов                             | Ем. Димитров(47-д)Нанков(76)                                                      |
| 30             | Пирин-ЦСКА 2 – 2 (2 – 1) 8.06.91 г.        | Хр. Ботев 2000             | Ненов, Ем. Димитров, Уруков, Видов(65-Бакалов)Начов, Нанков(39-Н. Донев)Д. Донев, В. Павлов, Стоилов, Г. Георгиев, Редин. —А. Никодимов                                          | Г. Георгиев(17) Стоилов(56)                                                       |
| НРБ 1/16 Финал | Армеец Пд.-ЦСКА 2 – 3                      |                            | |                                                                                   |
| НРБ 1/16 Финал | ЦСКА-Армеец Пд. 3 – 1                      |                            | |                                                                                   |
| НРБ 1/4 Група  | ЦСКА-Чумерна 1 – 0 (0 – 0) 10.02.91 г.     | Гр. Сливен Х. Димитър 2000 | Апостолов, Ем. Димитров, Д. Младенов, Видов, Начов, Филипов, Ал. Александров(46-А. Димитров)Нанков, Марашлиев, Д. Донев(46-В. Павлов)Стоилов —А. Никодимов                       | В. Павлов(73)                                                                     |
| НРБ 1/4 Група  | ЦСКА-Левски 0 – 2 (0 – 0) 13.02.91 г.      | Гр. Ямбол Тунджа 20 000    | Апостолов, Ем. Димитров, Д. Младенов, Н. Донев(64-Стоилов)Начов, Филипов, А. Димитров, Бакалов, В. Павлов, Д. Донев, Нанков(46-Марашлиев) —А. Никодимов                          |                                                                                   |
| НРБ 1/4 Група  | ЦСКА-Хебър 2 – 0 (1 – 0) 16.02.91 г.       | Гр. Ямбол Тунджа 2000      | Т. Стоянов, Ем. Димитров, Д. Младенов, Видов, Начов, Филипов(82-Уруков)А. Димитров, В. Павлов(84-Бакалов)Марашлиев, Александров, Стоилов. —А. Никодимов                          | Филипов(19) Марашлиев(86)                                                         |
| БФС 1/16 Финал | Етър-ЦСКА 3 – 0                            | Ивайло                     | |                                                                                   |
| КЕШ 1/16 Финал | КА Акурейри-ЦСКА 1 – 0 (1 – 0) 19.09.90 г. | Градски 1000               | Апостолов, Ем. Димитров, Тр. Иванов, Витанов, Д. Младенов, К. Янчев, Д. Донев, Бакалов, Марашлиев ,Г. Георгиев, Ст. Бачев(46-Ив. Киров, 58-А. Димитров) —Д. Пенев                |                                                                                   |
| КЕШ 1/16 Финал | ЦСКА-КА Акурейри 3 – 0(1 – 0) 3.10.90 г.   | Народна Армия 12 000       | Апостолов, Ем. Димитров, Тр. Иванов, Ст. Бачев, Д. Младенов, К. Янчев, А. Димитров(55-Бакалов)Марашлиев, Г. Георгиев, Ив. Киров, Д. Донев(85-В. Павлов) —Д. Пенев                | Марашлиев(24,83) Г. Георгиев(48)                                                  |
| КЕШ 1/8 Финал  | Байерн-ЦСКА 4 – 0 (2 – 0) 23.10.90 г.      | Олимпийски 11 000          | Апостолов, Ем. Димитров, Тр. Иванов, Р. Стоянов, Д. Младенов, К. Янчев, Д. Донев, Бакалов, Марашлиев, Г. Георгиев(46-Н. Донев)В. Павлов(73-М. Горанов) —А. Никодимов             |                                                                                   |
| КЕШ 1/8Финал   | ЦСКА-Байерн 0 – 3 (0 – 1) 6.11.90 г.       | Народна Армия 8000         | Апостолов, Н. Донев, Ст. Бачев, Ем. Димитров, Р. Стоянов, К. Янчев, Д. Донев, Бакалов, Марашлиев(64-В. Павлов)Ив. Киров(54-Нанков)А. Димитров. —А. Никодимов                     |                                                                                   |